# Anthochaera
Anthochaera är ett fågelsläkte i familjen honungsfåglar inom ordningen tättingar. Släktet omfattar fem arter som förekommer i södra Australien, varav en är akut hotad:
- Banksiahonungsfågel (A. chrysoptera)
- Dryandrahonungsfågel (A. lunulata)
- Regenthonungsfågel (A. phrygia)
- Rödflikig honungsfågel (A. carunculata)
- Gulflikig honungsfågel (A. paradoxa)